# Primeira Divisão de Polo Aquático Masculino
A apresentação do polo aquático em Portugal ocorreu em 13 de Outubro de 1907 na baía de Cascais, no decorrer dum festival náutico. Este festival náutico englobava provas e exercícios de natação e um jogo de polo aquático entre duas equipas de marinheiros, este festival teve como grande dinamizador o Sr. Tenente Joaquim Costa, que ensinou e treinou o grupo de marinheiros pioneiros na prática deste desporto em Portugal. Apesar do jogo de demonstração entre marinheiros ter sido muito interessante e emotivo o polo aquático só vai voltar a ser praticado em Portugal vários anos depois. A razão deste relativo insucesso na introdução do polo aquático foi muito condicionado não só pela fase de arranque e estruturação em que se encontrava a natação Nacional, mas também pela situação política que imediatamente se lhe seguiu.
O polo aquático foi o segundo desporto coletivo a ser introduzido em Portugal, imediatamente a seguir ao futebol.
Os campeonatos regulares de polo aquático tiveram o seu início em 1915 em Lisboa (“Taça C. N. L.“). Os campeonatos de segundas categorias deu-se na época de 1918 na cidade de Lisboa e o de terceira categorias na época de 1921 na delegação do Porto.
No aparecimento dos campeonatos o polo aquático pulverizou-se e começou a ser cada vez mais popular.
O polo aquático atinge uma maior dimensão no panorama desportivo nacional na década de vinte.
Em agosto de 1922, é criada a Liga Madeirense dos Desportos Náuticos que promove o polo aquático na ilha da Madeira durante esta década do século XX.
Em 1952 inesperadamente Portugal fez-se representar nos “Jogos Olímpicos de Helsínquia“, nesta modalidade o entusiasmo produzido pela participação nos jogos Olímpicos permitiu um incremento do polo aquático em Portugal e desta forma motivar os jovens para a prática desta modalidade no decorrer dessa época.
O polo aquático foi praticado em Portugal desde o início do século até a década de 60.
Em 1984/85 dá-se o ressurgimento do campeonato nacional sénior da I divisão. Sendo a prova organizada pela Federação Portuguesa de Natação.
Na época seguinte, em 1985/86, disputa-se a Taça de Portugal de seniores masculinos pela primeira vez, assim como a Supertaça.
Em 1987 teve lugar em Portugal um encontro internacional da modalidade que foi o jogo entre Portugal e Marrocos. Neste jogo Marrocos ganhou (11/10).
Também neste ano disputou-se o campeonato regional de polo aquático, organizado pela Associação de Natação de Portugal (A. N. P.).
Em 1988 disputaram-se o campeonato nacional de II divisão sénior masculino, campeonato nacional juniores masculino, campeonato nacional juvenis masculino, campeonato nacional sénior feminino e Taça de Portugal sénior feminino.
Em 1989 disputaram-se o campeonato nacional I divisão sénior feminino e a Taça de Portugal sénior feminino.
Em 1990 disputou-se o campeonato nacional masculino da III divisão.
Em 1998 disputou-se o campeonato nacional de juniores feminino.
Em 1999 disputou-se o campeonato nacional de juvenis feminino.
Em 2000 disputou-se o campeonato nacional de infantis masculino e femininos.

## Equipas Primeira Divisão Masculina 2024/25
| Clube                      | Cidade            |
| -------------------------- | ----------------- |
| Clube Aquático Pacense     | Paços de Ferreira |
| Clube Fluvial Portuense    | Porto             |
| Clube Naval Povoense       | Póvoa de Varzim   |
| Sport Lisboa e Benfica     | Lisboa            |
| Sporting Clube de Portugal | Lisboa            |
| SSCM Paredes               | Paredes           |
| Vitória Sport Clube        | Guimarães         |

## Campeões
| Campeonato Português da 1ª Divisão de Polo Aquático | Campeonato Português da 1ª Divisão de Polo Aquático | Campeonato Português da 1ª Divisão de Polo Aquático             | Campeonato Português da 1ª Divisão de Polo Aquático |
| Época                                               | Campeão                                             | Resultados                                                      | Finalista Vencido                                   |
| --------------------------------------------------- | --------------------------------------------------- | --------------------------------------------------------------- | --------------------------------------------------- |
| 2024-2025                                           | Vitória SC                                          | 3 - 0 (16-9, 20-12, 17-13)                                      | Sporting CP                                         |
| 2023-2024                                           | Clube Fluvial Portuense                             | 3 - 1 (22-21 após g.p., 16-14 após g.p., 7-10, 14-12 após g.p.) | Vitória SC                                          |
| 2022-2023                                           | Vitória SC                                          | 3 - 1 (14-8, 13-12 após g.p., 14-15 após g.p., 20-13)           | Clube Fluvial Portuense                             |
| 2021-2022                                           | Vitória SC                                          | 2 - 0 (19-18 após g.p., 9-8)                                    | Clube Fluvial Portuense                             |
| 2020-2021                                           | Vitória SC                                          | Fase final em formato de liga                                   | Clube Aquático Pacense                              |
| 2019-2020                                           | Cancelado devido à pandemia de COVID-19             | Cancelado devido à pandemia de COVID-19                         | Cancelado devido à pandemia de COVID-19             |
| 2018-2019                                           | Vitória SC                                          | 2 – 1 (13-10, 12-14 após g.p., 10-6)                            | Clube Naval Povoense                                |
| 2017-2018                                           | Clube Fluvial Portuense                             | 2 – 1 (13-12 após g.p., 7-10, 14-5)                             | Clube Naval Povoense                                |
| 2016-2017                                           | Clube Fluvial Portuense                             | 2 – 0 (6-5, 9-8)                                                | SSCM Paredes                                        |
| 2015-2016                                           | Clube Fluvial Portuense                             | 3 – 2 (8-6, 6-11, 13-12 após g.p., 7-12, 11-7)                  | SSCM Paredes                                        |
| 2014-2015                                           | SSCM Paredes                                        | 2 – 0 (13-12 após g.p., 11-9)                                   | Clube Fluvial Portuense                             |
| 2013-2014                                           | SSCM Paredes                                        | 2 – 0 (14-12 após g.p., 9-7)                                    | Clube Fluvial Portuense                             |
| 2012-2013                                           | SC Salgueiros                                       | 3 – 0 (13-6, 10-5, 14-9)                                        | Portinado                                           |
| 2011-2012                                           | Portinado                                           | 3 – 1 (10-8, 10-8, 12-14, 11-9)                                 | SC Salgueiros                                       |
| 2010-2011                                           | Portinado                                           | 3 – 1 (9-7, 16-8, 7-10, 5-4)                                    | SC Salgueiros                                       |
| 2009-2010                                           | Portinado                                           | 3 – 1 (5-9, 11-7 após prol., 8-4 e 9-8)                         | SC Salgueiros                                       |
| 2008-2009                                           | SC Salgueiros                                       | 3 – 2 (9-7, 6-9, 7-8, 7-4, 9-8)                                 | Portinado                                           |
| 2007-2008                                           | SC Salgueiros                                       | 2 – 1 (11-12 a.p., 10-7, 9-8)                                   | Portinado                                           |
| 2006-2007                                           | CN Amadora                                          | 2 - 1 ("9-9, 11-11 a.p., 3-4 após g.p.", 11-8, 6-5)             | Portinado                                           |
| 2005-2006                                           | SC Salgueiros                                       | 3 - 1 (9-5, 11-12 após g.p., 8-6 e 5-4)                         | CN Amadora                                          |
| 2004-2005                                           | SC Salgueiros                                       | –                                                               | CN Amadora                                          |
| 2003-2004                                           | SC Salgueiros                                       | –                                                               | CN Amadora                                          |
| 2002-2003                                           | SC Salgueiros                                       | –                                                               | Portinado                                           |
| 2001-2002                                           | SC Salgueiros                                       | –                                                               | CP Natação                                          |
| 2000-2001                                           | SC Salgueiros                                       | –                                                               | CP Natação                                          |
| 1999-2000                                           | SC Salgueiros                                       | –                                                               |                                                     |
| 1998-1999                                           | SC Salgueiros                                       | –                                                               |                                                     |
| 1997-1998                                           | SC Salgueiros                                       | –                                                               |                                                     |
| 1996-1997                                           | SC Salgueiros                                       | –                                                               |                                                     |
| 1995-1996                                           | SC Salgueiros                                       | –                                                               |                                                     |
| 1994-1995                                           | SC Salgueiros                                       | 2 – 1 (6-7 a.p., 9-3, 3-2 a.p)                                  | Sport Algés e Dafundo                               |
| 1993-1994                                           | Sport Algés e Dafundo                               | –                                                               | SC Salgueiros                                       |
| 1992-1993                                           | Sport Algés e Dafundo                               | –                                                               | SC Salgueiros                                       |
| 1991-1992                                           | Sport Algés e Dafundo                               | –                                                               | SC Salgueiros                                       |
| 1990-1991                                           | Sport Algés e Dafundo                               | –                                                               |                                                     |
| 1989-1990                                           | CDUP                                                | –                                                               |                                                     |
| 1988-1989                                           | Sport Algés e Dafundo                               | –                                                               |                                                     |
| 1987-1988                                           | Sport Algés e Dafundo                               | –                                                               |                                                     |
| 1986-1987                                           | CDUP                                                | –                                                               |                                                     |
| 1985-1986                                           | CDUP                                                | –                                                               |                                                     |
| 1984-1985                                           | CDUP                                                | –                                                               |                                                     |
| 1938                                                | Sport Algés e Dafundo                               | –                                                               |                                                     |
| 1932-1937                                           | Campeonato Não se Realizou                          | Campeonato Não se Realizou                                      | Campeonato Não se Realizou                          |
| 1931                                                | Sport Algés e Dafundo                               | Foi o Único Concorrente                                         |                                                     |
| 1930                                                | Sport Algés e Dafundo                               | –                                                               |                                                     |
| 1929                                                | Sporting CP                                         | 2 – 1                                                           | FC Porto                                            |
| 1928                                                | FC Porto                                            | 2 – 1                                                           | Sporting CP                                         |
| 1927                                                | Sporting CP                                         | 5 – 0                                                           | Nun'Alvares                                         |
| 1926                                                | Sporting CP                                         | 4 – 0                                                           | Comercial do Porto                                  |
| 1925                                                | Não se realizou                                     |                                                                 |                                                     |
| 1924                                                | Sport Algés e Dafundo                               | –                                                               |                                                     |
| 1923                                                | Sport Algés e Dafundo                               | 4 – 2                                                           | Sporting CP                                         |
| 1922                                                | Sporting CP                                         | 3 – 0                                                           | Clube Escola Náutica                                |

## Palmarés
| Equipa                  | Títulos | Épocas |
| ----------------------- | ------- | --- |
| SC Salgueiros           | 15      | 1994/95, 1995/96, 1996/97, 1997/98, 1998/99, 1999/2000, 2000/01, 2001/02, 2002/03, 2003/04, 2004/05, 2005/06, 2007/08, 2008/09, 2012/13 |
| Sport Algés e Dafundo   | 11      | 1923, 1924, 1930, 1931, 1938, 1987/88, 1988/89, 1990/91, 1991/92, 1992/93, 1993/94                                                      |
| Vitória SC              | 5       | 2018/19, 2020/21, 2021/22, 2022/23, 2024/25                                                                                             |
| Sporting CP             | 4       | 1922, 1926, 1927, 1929 |
| CDUP                    | 4       | 1984/85, 1985/86, 1986/87, 1989/90 |
| Clube Fluvial Portuense | 4       | 2015/16, 2016/17, 2017/18, 2023/24 |
| Portinado               | 3       | 2009/10, 2010/11, 2011/12 |
| SSCM Paredes            | 2       | 2013/14, 2014/15 |
| FC Porto                | 1       | 1928 |
| CN Amadora              | 1       | 2006/07 |